# Heliconius melete
Heliconius melete är en fjärilsart som beskrevs av Felder 1865. Heliconius melete ingår i släktet Heliconius och familjen praktfjärilar. Inga underarter finns listade i Catalogue of Life.